# Mesg
mesg는 talk와 write 명령어를 사용하는 현재 사용자의 터미널에 다른 사용자가 쓰기(write)를 해야하는 권한을 설정하고 보고하는 유닉스 명령어이다.

## 사용법
다음과 같이 사용한다.
```
mesg [y|n]
```

y와 n 옵션은 각각 현재 사용자의 터미널에 대한 쓰기 접근을 허용 또는 불허하는 것을 의미한다. 옵션을 지정하지 않고 호출하면 현재의 권힌이 출력된다.
입력 리다이렉션을 사용하여 다른 TTY의 권한을 통제할 수 있다. 예를 들어 다음과 같다:
```
% 
mesg

is y

% 
tty

/dev/tty1

% 
mesg
 
<
 
/dev/tty2

is y

% 
mesg
 
n
 
<
 
/dev/tty2

% 
mesg
 
<
 
/dev/tty2

is n

% 
mesg

is y

```

## 같이 보기
- 유닉스 명령어 목록

## 참고 자료
- mesg – 명령어와 유틸리티 오픈 그룹의  단일 유닉스 규격, Issue 7 참고